# Conus purissimus
Espèce
Conus purissimus est une espèce de mollusques gastéropodes marins de la famille des Conidae.
Comme toutes les espèces du genre Conus, ces escargots sont prédateurs et venimeux. Ils sont capables de « piquer » les humains et doivent donc être manipulés avec précaution, voire pas du tout.

## Description
La taille de la coquille varie entre 25 mm et 48 mm.

## Distribution
Cette espèce marine est présente au large de l'Indonésie.

## Taxonomie

### Publication originale
L'espèce Conus purissimus a été décrite pour la première fois en 2011 par le malacologiste britannique Robin Michael Filmer dans « Visaya »,.

### Synonymes
- Conus (Splinoconus) purissimus Filmer, 2011 · appellation alternative
- Conus lacteus Lamarck, 1810 · non accepté
- Graphiconus purissimus (Filmer, 2011) · non accepté